# Algérie patriotique
Algérie patriotique est un journal électronique algérien généraliste francophone lancé en 2012, dans la catégorie des médias conspirationnistes. Il est montré du doigt pour son conspirationnisme, sa diffusion régulière de fausses informations, ainsi que pour son antisémitisme.

## Histoire
Algérie Patriotique a été fondé le 18 février 2012 par Lotfi Nezzar, fils du général-major et ancien ministre de la Défense à la retraite Khaled Nezzar,.

## Ligne éditoriale
Le site se définit comme « républicain et patriotique », se situe proche de l'armée et hostile au « clan présidentiel » à sa tête Abdelaziz Bouteflika, anti-islamiste et anti-sioniste. Le média Mondafrique le présente comme « proche des anciens du défunt DRS du général Toufik »,. Le site se dit vouloir « mettre à nu les manœuvres du lobby sioniste ».

## Controverses
Conspiracy Watch considère ce média comme complotiste et pointe plusieurs contenus relèvant de l'antisémitisme,,.
Le site a également relayé une information conspirationniste mettant en doute la décapitation d'Hervé Gourdel. En 2021, le site publie un article affirmant que l'Holocauste « a été un crime dirigé non spécifiquement contre un groupe ethnique ou religieux particulier ». Quelques jours après l'invasion de l'Ukraine par la Russie, le site prétend que la véritable raison derrière l'invasion est de démanteler un prétendu « projet de second Israël ». Il a ainsi été à l'origine l'infox affirmant qu'Alexandre Benalla serait un agent des Renseignements marocains et qu'il s'appellerait Lahcene Benahlia.
Conspiracy Watch rapporte également qu'Algeriepatriotique.com publie sur son site des analyses et écrits de personnages controversés tel Thierry Meyssan, Alain Soral, Dieudonné, Michel Collon, Youssef Hindi et Bassam Tahhan et relaie des fake news.
À la suite d'un  article du site ayant pour sujet Benjamin Stora, dans un communiqué publié début 2023, la Ligue des droits de l'homme de France condamne la publication de tels propos antisémites en Algérie et s'étonne que « ces propos n’ont provoqué ni l’indignation des plus hautes autorités de ce pays, ni celle des personnalités marquantes de la société. ». En Algérie, le journal électronique censuré en Algérie Le Matin d'Algérie publie une pétition de soutien à Benjamin Stora. Les médias français comme Le Monde, Libération, Mediapart, publient également des articles condamnant les propos tenus sur le site,,. L'Association des professeurs d'histoire et de géographie publie un communiqué de soutien à B. Stora et assure qu'elle  « défendra sans relâche les collègues visés par des propos racistes, antisémites ou discriminatoires, diffamatoires et menacés du fait de l’exercice de leur profession »[source secondaire souhaitée].

## Censure en Algérie
Le site d'information Algérie patriotique est censuré en Algérie depuis le 5 août 2019. Le 6 août 2019, un mandat d'arrêt international est  émis à l'encontre de son directeur de publication, Lotfi Nezzar, de même qu'à l'encontre de l'ancien général, Khaled Nezzar, père de ce dernier.

## Identité visuelle

Logo de 2012 à 2017
Logo depuis 2017